# 马蒂亚斯·布罗梅
马蒂亚斯·布罗梅（瑞典語：Mathias Bromé，1994年7月29日—），瑞典男子冰球运动员，场上位置是前锋。他曾代表瑞典国家队参加2022年冬季奥林匹克运动会冰球比赛，获得第4名。